# Evgenij Bagrationovič Vachtangov
Evgenij Bagrationovič Vachtangov (in russo Евгений Багратионович Вахтангов?; Vladikavkaz, 13 febbraio 1883 – Mosca, 29 maggio 1922) è stato un regista e attore teatrale russo.

## Biografia
Diplomatosi alla scuola drammatica di Adasev, fu accolto da Stanislavskij, che lo assunse come maestro di recitazione al Teatro dell'Arte, ove si occupò attivamente dello studio drammatico e studentesco.
Nel 1918 prese parte attiva alla formazione del teatro stabile ebraico Habimah, di cui diresse lo spettacolo inaugurale. In un primo momento seguì i principi di Stanislavskij: con l'ardore mistico di un asceta si pose a capo del suo studio, rivelandosi eccezionale maestro di vita oltre che di arte.
Le sue prime regie furono capolavori di penetrante finezza psicologica e purezza espressiva, esempi di un teatro teso a diffondere il suo messaggio di bontà e di perdono come ne Il miracolo di Sant'Antonio, di Maeterlinck, del 1918.
Combattuto fra il rigorismo di Stanislavkij, a cui rimproverava un'eccessiva severità e trascuratezza dei valori formali dello spettacolo, e la convenzionalità di Mejerchol'd, ai cui opposti eccessi era comunque contrario, Vachtangov fu il perfezionatore di Stanislavskij.
Conscio dell'inadeguatezza del realismo psicologico rispetto alle nuove esigenze dello spirito rivoluzionario, Vachtangov si aprì a concezioni politicamente più impegnate e spettacolarmente più libere. Esempio del processo evolutivo fu la ripresa del Miracolo di Sant'Antonio che assunse questa volta coloriture parodistiche, tocchi corrosivi e polemici, in una cornice suggestiva e bizzarra.
Le sue regìe più importanti sono quelle per Dibuk di An-skij e per La principessa Turandot di Gozzi nel 1922. Se la leggenda ebraica fornì al regista l'occasione per pronunciare in accenti di sconvolgente tragicità la condanna di ogni ingiustizia sociale, la favola di Gozzi fu pretesto per uno spettacolo di trionfante comicità e inesauribile inventiva.
L'insegnamento di Vachtangov fu determinante per il teatro sovietico le cui scuole ne furono a lungo influenzate. Gli è stato intitolato il Teatro accademico statale Evgenij Vachtangov di Mosca.

## Filmografia

### Attore
- Kogda zvuchat struny serdtsa, regia di Boris Sushkevich (1914)
- Velikiy Magaraz, regia di Viktor Turžanskij (1915)
- Sverchok na pechi, regia di Boris Sushkevich e di Aleksandr Uralsky (1915)
- Khleb, regia di Richard Boleslawski e di Boris Sushkevich (1918)

## Opere principali
- Il sistema e le eccezioni. Taccuini, lettere e diari, a cura di Fausto Malcovati, traduzione di Fausto Malcovati, Monica Guerrini, Francesca Gori, Bologna, Cue Press, 2020. ISBN 9788855100120.